# シケイダ3301
シケイダ3301（英語: Cicada 3301）とは、暗号解読者もしくは言語学者を一般から募るために、3回にわたって一連のパズルを投稿した組織(または個人)に付けられたニックネームである。

## 概要
1回目のインターネット上でのパズルは2012年1月4日に匿名画像掲示板の4chanで始まり、約1か月間続いた。2回目は1年後の2013年1月4日に再び4chanで始まり、3回目は2014年1月4日にTwitterへの新たなヒントの投稿が確認された後に始まった
。表明された目的は、一連の解読されるべきパズルを提示することによって「高度な知的能力を持った人物」を募ることであった。2015年1月4日には新しいパズルは公開されなかったが、2016年1月4日に新しいヒントがTwitterに投稿された
。2017年4月、「誤った道に注意せよ。常に7A35090FからPGP署名を検証せよ」という内容の検証されたPGP署名付きのメッセージが発見された。このメッセージは2017年4月以前のすべての署名の無いパズルの正当性を明確に否定した。
このパズルはデータの機密保護、暗号理論、ステガノグラフィーに重点を置いている

。
シケイダ3301は「インターネット時代における最も複雑でミステリアスなパズル」と呼ばれ 、「インターネットの最も不気味な未解決ミステリーのトップ5」の一つに挙げられており、その役割については様々な憶測が存在している。多くの者がこのパズルはNSA、CIA、MI6、サイバー傭兵グループの人材採用ツール、または「フリーメイソンの陰謀」 だと推測している。また、シケイダ3301は代替現実ゲームであるという意見もある。しかしながら手柄のために名乗り出たり、収益化を試みた団体や個人は存在しない。

## 目的
表明されているパズルの目的は「高度な知的能力を持つ人物」を募ることであるが、最終的な目的は不明のままである。シケイダ3301は暗号理論、プライバシー、匿名性の向上を目標に掲げる秘密結社であるという意見もある
。ある者は、シケイダ3301はカルトや宗教団体であると主張している。2012年のパズルを解読した数名の発言によると、3301は通常はパズルによらない募集方法を用いるが、暗号理論とコンピュータセキュリティのスキルを持つ候補者を探していたため、セミ（シケイダ）のパズルを作成したとされる。

## 解読・内容
正体不明の人物がパズル解読の全行程を完了したと申し立てたが、組織による検証がなされることはなく、申告した人物は情報提供に協力的でなくなった。最初の2012年のパズルはマーカス・ワーナーによって解読されたと言われている。彼によると、パズルを解読した者は情報公開、オンラインでのプライバシーと自由、検閲の排除への支持について質問された。この段階で満足のいく回答をした者はプライベート・フォーラムに招待され、グループの理念を進めるためのプロジェクトを考案し完遂するよう指示を受けた。彼は一般的な暗号解読法を用いたが仕事を終えることができず、そのウェブサイトは削除された。

### ヒントの種類

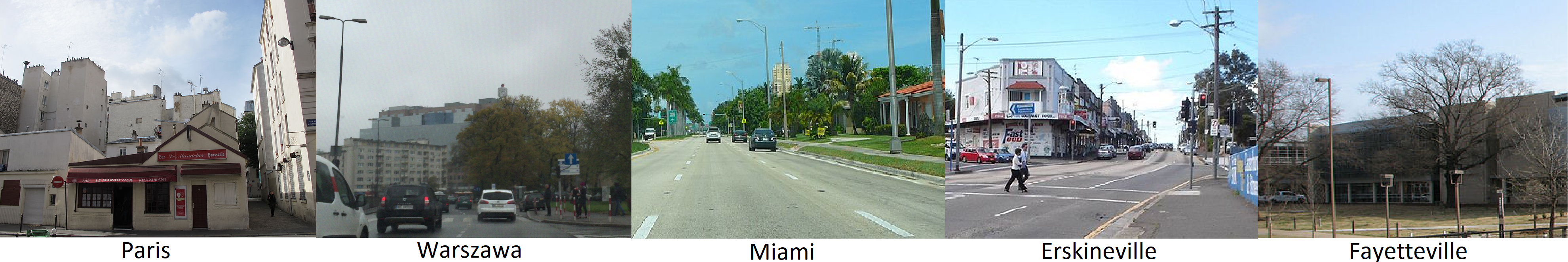
2012年のパズルでポスターが貼られた場所

シケイダ3301のヒントは、インターネット、電話、音楽、Linuxの起動用CD、デジタル画像、ポスター、ルーン文字で書かれた未出版の暗号本など、様々なコミュニケーション媒体に登場した。『Liber Primus』というタイトルの本（「最初の本」の意）には多数のページが含まれているが、解読されているのはその内のわずかである。暗号化、エンコード、データ隠匿の多岐にわたるテクニックに加え、これらのヒントは多種多様な本、詩、芸術作品、音楽にも及んでいる。それぞれのヒントは、真正性を裏付けるためにGnuPGで署名されている。

## 組織への疑惑

### 違法行為の疑惑
チリのロス・アンデス県当局は、シケイダ3301は違法行為に関わる「ハッカー集団」であると主張している。シケイダ3301はこの主張に対しPGP署名付きの声明を出し、違法行為への関与を否定した。2015年7月、自らを「3301」と称するグループが、全米家族計画連盟をハッキングしたという声明 を出したが、このグループとシケイダ3301は無関係と思われる。後にシケイダ3301は「このグループとは全く関係が無く、彼らが私たちの名前、数字、シンボルを使用したことを許容しない」という内容のPGP署名付きの声明を出した。その後このハッカー集団は、シケイダ3301とは無関係であることを正式に発表した。

### カルトであるとの主張
このグループが悪評を得て世間の注目を集めると、シケイダ3301の一連のパズルは人々をオカルト主義に導くもの、あるいはカルトへの勧誘だと主張する声が高まった。キリスト教右派の家族研究委員会の上位研究員であるティム・デイリーはシケイダ3301の教えを分析し、「得体の知れないシケイダ3301は、ブラヴァツキー・クロウリー風のオカルトのダークウェブへと参加者を容赦なく引きずり込むようである。その魔力の中心には究極の意義があるように思えるが、それは独り占いによる偽りの約束である。」と述べた。また、シケイダ3301のパズルは西洋秘教伝統や秘教学校における悟りの旅が現代的かつ技術的になったものであるという意見もある。

## ポップカルチャー
2014年、アメリカ海軍は人材採用のためにシケイダ3301を基にした暗号パズルを公開し、これを「ダイオウイカ計画（"Project Architeuthis"）」と呼んだ
。
2014年9月30日に放送されたテレビドラマ『PERSON of INTEREST 犯罪予知ユニット』の「オウムガイ（"Nautilus"）」 というエピソードでは、シケイダ3301に非常によく似た世界規模の暗号パズルが登場する。タイトルが示す通り、セミのロゴの代わりにオウムガイの画像が用いられる。『Person of Interest』のクリエイターであるジョナサン・ノーランとプロデューサーのグレッグ・プレイグマンはインタビューで、「このエピソードの底にあるテーマには特に興味をかき立てられた。インターネットでシケイダ3301を調べて、この非常に興味深いコンセプトを私たちのドラマにつながるよう、さらに大規模なストーリーに仕立てた。」と語っているように、このエピソードはシケイダ3301にインスパイアされている。最終的に、ドラマの第4シーズンの主要な敵として登場する悪意を持った人工知能であるサマリタンが、工作員を採用する手段としてこのゲームを作ったことが暴かれる。

## 音楽
シケイダ3301のヒントに伴った音楽が2つ存在している。しかし、これらの作品は既存の曲の一部ではなく、また作曲者や演奏者は不明である。特定のパターンの出現は、音楽そのものがヒントである可能性と、シケイダ3301が他に埋め込まれた情報と並行して音楽的暗号を設定しようと試みていることを示している。TechGeek365は曲の構造を分析し、特定のダイアド（2音からなる和音）が文字と数字に対応することで、隠されたメッセージが明らかになることを発見した。
Luceroのリック・ステフとロイ・ベリーは、彼らのサイドプロジェクトのアルバム『Superfluidity』の中で、シケイダ3301にインスパイアされた曲を発表している。チャーリー・ファサーノが監督したそのミュージックビデオでは、シケイダ3301の本『Liber Primus』のアートワークが登場する。

## 素数へのこだわり
シケイダ3301の第1と第2のパズルには、素数、特にエマープ(emirp、10進表記で逆順で読んでも素数になる素数、例えば素数 1097 を逆順で読むと 7901 だが、これも素数である)が陰に陽に散りばめられており、これらに対するこだわりが見受けられる。そもそも、パズルの署名として使われている 3301 は素数であり、その逆順読み 1033 も素数であるから 3301 もエマープである。
第1と第2のパズルに現れる素数を列挙すると次のようになる。

### 第1のパズル(2012年1月4日)
- 第1のメッセージ、2012年1月4日、4chanに出現、jpegファイル、署名 "3301" がエマープ、画面サイズ  509(横)、503(縦)が素数。この画像ファイルをテキストエディタで開くと、最後の部分にシーザー暗号が隠されており、これを解読して第2のメッセージのURLを得る。
- 第2のメッセージ、Imgur上の画像(http://i.imgur.com/m9sYK.jpg) 。木製のカモ(デコイ)と次のようなテキストメッセージが書かれた画像が表示される。

WHOOOPS (おっと)
Just decoys this way. (ただのデコイでした)
Looks like you can't guess how (メッセージは見つけられなかったようだね)
to get the message
out.
このテキスト中の"guess"と"out"という単語が、OutGuessステガノグラフィ・ツールを用いたことを暗示している。この画像ファイル自体にはステガノグラフィを用いたメッセージは隠されていないので、第1のメッセージのステガノグラフィを調べることになる。
- 第1のメッセージ、ステガノグラフィ。この画像ファイルには、やはりOutGuessステガノグラフィ・ツールを用いたメッセージも隠されており、redditのフォルダ (https://www.reddit.com/r/a2e7j6ic78h0j/) に収納されたコードブック(第3のメッセージ)を用いて、示された一連の数字の羅列を解読するように指示される。
- 第3のメッセージ、redditのフォルダ (https://www.reddit.com/r/a2e7j6ic78h0j/) をアクセスすると、"Welcome" という題名のjpegファイル (http://i.imgur.com/KXLOP.jpg) と、"Problems?" という題名のjpegファイル(http://i.imgur.com/8D7hN.jpg) が表示される。これらの画像ファイルにはそれぞれステガノグラフィ・メッセージが隠されている。

"Welcome"(KXLOP.jpg) のステガノグラフィ・メッセージには、テキスト本体として、今後のPGP署名に関する次のような重要な情報が示されている。
- From here on out, we will cryptographically sign all messages with this key.
It is available on the mit keyservers. Key ID 7A35090F, as posted in a2e7j6ic78h0j.
(今後、我々の全てのメッセージには次のキーを用いた暗号署名を付ける。キーはMITのキーサーバーで利用可能であり、a2e7j6ic78h0j(reditのフォルダ名)で示されたように、キーIDは 7A35090F である)
テキスト本体の後に、テキスト本体へのキーID 7A35090F を用いたPGP署名が続く。
"Welcome"(KXLOP.jpg) から OutGuess を用いてステガノグラフィ・メッセージを抽出した結果のテキストファイル KXLOP.jpg.out に対して、gpg (GNU Privacy Guard) コマンドによりベリファイを行うと、やはり次のような重要な情報が示される。
$ gpg --verify KXLOP.jpg.out
gpg: Signature made 2012. jan. 5., csütörtök, 04.46.03 CET using RSA key ID 7A35090F
gpg: Good signature from "Cicada 3301 (845145127)"
これから、PGP署名はRSA暗号を用いた署名であることが分かる。"Cicada 3301 (845145127)" がキーID  7A35090F のユーザー登録名と思われるが、845145127 という数は、実は第3のメッセージと次の第4のメッセージを解読して得られる答えである。
"Problems?"(8D7hN.jpg) の画像はアーサー王伝説に関連した絵柄に見える。ステガノグラフィ・メッセージには、"The Mabinogion" という書籍から引用されたアーサー王伝説の一部が示されている。これを解読すると、
Call us at us tele phone numBer two one four three nine oh nine six oh eight
つまり「米国電話 (214) 390-9608 にかけろ」というメッセージが得られる。
- 第4のメッセージ、米国電話 (214) 390-9608 にかけた時の電話メッセージ、「第1のメッセージには3つの素数がある。1つは 3301 であり、後の2つの素数を見つけろ。3つの素数を掛け合わせて、末尾に .com をつけたアドレスにアクセスせよ。」  3301*509*503 = 845145127
- 第5のメッセージ、Webページ 845145127.com で表示、世界各地に散らばった複数の座標値とセミの画像(ここで初めて画像としてのセミが登場する)。セミ、特に周期ゼミは素数周期の暦年で出現することから、素数と関連深い生き物と言える。

### 第2のパズル(2013年1月4日)
- 第1のメッセージ、2013年1月4日、4chanに出現、jpegファイル、署名 "3301" がエマープ。この画像ファイルにはOutGuessステガノグラフィ・ツールを用いたメッセージが隠されており、これをアレイスター・クロウリー(20世紀前半に活躍したイギリスのオカルティスト)の著作『法の書』をコードブックとして解読することにより、第2のメッセージの収納アドレスを得る。
- 第2のメッセージ、Dropbox (https://www.dropbox.com/s/r7sgeb5dtmzj14s/3301) にデータ、表示用ブートプログラム、「The Instar Emergence」という題名の音楽ファイル(ファイル名は「761.mp3」)が収納されている。ブートプログラムを起動すると、画面に 2 から 3301 までの素数が順に表示されていく。最後に次のメッセージが表示される。

@1231507051321
The key is all around you.
Good luck.
3301
「@1231507051321」はtwitter アカウントを暗示しているように見え、実際にこのアカウントは存在する。
- 第2のメッセージ、音楽ファイル。ファイル名は「761.mp3」、題名は「The Instar Emergence」、プレイ長は 2分47秒＝167秒。761と167は素数であり、互いにエマープである。mp3メタデータ(Metadata)として次のメッセージが隠されている。

Parable 1,595,277,641
Like the instar, tunneling to the surface
We must shed our own circumferences;
Find the divinity within and emerge
数 1,595,277,641 は 3つの素数 1031、1229、1259 (いずれもエマープ)に素因数分解される。Parable(たとえ話)と言えば、キリスト教圏ではかなり高い確率で、新約聖書ルカによる福音書「善きサマリア人のたとえ」(Parable of the Good Samaritan)を思い浮かべると思われるが、サマリア人が最初に登場するのは同福音書の10章33節(10:33)に当る。つまり 3301 のエマープ・ペア 1033 である。
<10:33>ところが、あるサマリヤ人が旅をしてこの人のところを通りかかり、彼を見て気の毒に思い、
- 第3のメッセージ、第2のメッセージで存在が暗示された twitter アカウント @1231507051321 (https://x.com/1231507051321) が2013年1月6日に作成されている。数 1231507051321 は素数であり逆順読みしても同じ数であるからエマープである。実はこの数は、自分自身がエマープとなる最小の素数であることが知られている。このアカウントには、4分に1度の頻度（途中から2分に1度）で130桁の16進(hex)コードが、計955回ツイートされ、これを画像ファイルに変換すると「Gematria Primus」という表題のルーン文字の文字コード表が現れた。この画像ファイルにも OutGuessを用いたステガノグラフィ・メッセージが隠されており、それをさらにASCII形式に変換すると、次のメッセージが現れる。

Come to emiwp4muu2ktwknf.onion
We shall await you there.
Good luck.
3301

## シケイダ3301を模倣したARGイベント
雑誌『少年ジャンプ+』（集英社）で、2021年4月6日から連載中の龍幸伸による漫画／アニメ『ダンダダン』の「『ダンダダン』キャラクター紹介特設サイト | 少年ジャンプ＋」(2025年4月4日開設、2025年7月26日時点で閲覧可能、https://promo.shonenjump.com/dandadan/19cp/) には、シケイダ3301を模倣したと思われる暗号が仕込まれている

このサイトである操作を行うと、シケイダ3301のセミのロゴマークに酷似したイメージが見え隠れするようになる。この状態で登場人物紹介アイコンの「サンジェルマン伯爵」をクリックし、表示されたイメージをさらにクリックすると、サンジェルマン伯爵の上に「there is a message hidden in this image」と書かれたイメージ("St-germain.jpg")が表示される。このイメージファイルをテキストエディタで開くと、末尾付近に次のような指示メッセージが隠されている。
rot18 says "uggcf://cebzb.fubarawhzc.pbz/qnaqnqna/64pc/svther/"
Open the site  Add the name of the figure at the end
メッセージ冒頭の rot18 はシーザー暗号の一種であり、アルファベットの順番を13文字シフトさせ(例えば「h」→「u」)、数字の順番を5シフトさせる(例えば「1」→「6」)。
これによってメッセージ中のURLとおぼしき文字列
"uggcf://cebzb.fubarawhzc.pbz/qnaqnqna/64pc/svther/"
は
"https://promo.shonenjump.com/dandadan/19cp/figure/"
と解読される。このURLにアクセスすると、ノイズに埋もれて何かが書かれたようなイメージ("figure.png")が表示される。ここで指示メッセージの後半に書かれた "Add the name of the figure at the end" の "figure" が ファイル"figure.png" を指し、その名前( "figure" ではない)をこのURLに足してアクセスしろという意味であると推定できる(名前の特定はかなり困難が伴う)。
最終的にURLを突き止め、アクセスすると曼荼羅のイメージをバックに、「Where is here 4975491895999778346860291209901」と「配布時間 2025年4月12日(土)・13日(日) 11:00～20:00 ※配布物はなくなり次第終了となります。あらかじめご了承ください。」というメッセージが書かれた画像ファイルが表示される。数 4975491895999778346860291209901 は2つの素数 3561370128866101 と 1397072395163801 に因数分解でき、これは地表座標(WGS-84)の緯度・経度(東京都内のある地点)を表している。